# Sei Bishōjo Figyua Den
Sei Bishōjo Figyua Den (聖・美少女フィギュア伝 Huyền thoại búp bê) là một bộ phim drama Nhật Bản kỳ ảo hài hước, đạo diễn bởi Toshiro Goto và phát hành năm 2006 bởi VAP. Nó là một phần của bộ ba tập phim Moekyun@Movie xoay quanh văn hoá otaku và cosplay Akihabara. Bộ phim được phân phối tại Hoa Kỳ bởi Asia Pulp Cinema.

## Bối cảnh
Ryōta, một nhà sưu tầm mô hình nhân vật, nhận được một chiếc hộp với các bộ phận búp bê từ một cửa hiệu bí ẩn ở Akihabara. Sau khi lắp ráp và điều chỉnh chúng, chiếc búp bê hoá thân một cách kỳ diệu thành một người con gái thứ thiệt, giống như android, có tên là Airu. Sau khi tìm hiểu làm thế nào để nói chuyện một cách tự nhiên hơn, Airu tìm thấy một bức ảnh bạn gái cũ Yuria của Ryōta và cố gắng hiểu xem những gì đã diễn ra trong quá khứ của họ.

## Dàn diễn viên
- Hideo Tsubota, trong vai Ryōta
- Yuria Hidaka, trong vai Airu
- Noriko Kijima, trong vai Yuria